# آلیسیا ترزیان
آلیسیا ترزیان (ارمنی: Ալիսիա Թերզյան؛ اسپانیایی: Alicia Terzian‎؛ زادهٔ ۱ ژوئیهٔ ۱۹۳۴) آهنگساز، مربی موسیقی، و رهبر ارکستر ارمنی‌تبار اهل آرژانتین است. ترزیان آموزش عالی موسیقی را در کنسرواتوار ملی بوئنوس آیرس تحت رهبری آلبرتو خیناسته‌را، خیلاردو خیلاری، روبرتو گارسیا موریو و فلورواوگارت آموخت.

## جوایز و افتخارات
- جایزه نخست، شهرداری شهر بوئنوس آیرش (۱۹۶۴)
- جایزه فرانسیسکو سولانو (۱۹۶۸)
- Argentine Outstanding Young Musicians Prize (۱۹۷۰)
- جایزه ملی برای بنیاد هنری (۱۹۷۰)
- جایزه ملی نخستین موسیقی (۱۹۸۲)
- جایزه بین‌المللی کومیتاس (۱۹۸۳)
- Academic Palms Medal, دولت فرانسه
- (۱۹۹۲ مدال ساهاک مقدس و مسروپ مقدس از پاپ وازگن یکم کلیسای ارمنستان)
- مدال آلبرتو د کاستییا کلمبیا (۱۹۹۴)
- مدال موتسارت، شورای بین‌المللی موسیقی (۱۹۹۵)[۱]